# Heraclio Pérez Placer
Heraclio Pérez Placer (Orense, 8 de noviembre de 1866-Calatayud, 21 de octubre de 1926) fue un médico, escritor, periodista y editor español.

## Biografía
Nació el 8 de noviembre de 1866 en la ciudad gallega de Orense. Como autor, participó de las características habituales de los novelistas de finales del siglo XIX (ambientación rural y costumbrismo), si bien con rasgos singularizantes como la insistencia en la descripción paisajística y en el cariz erótico de estas escenas, algo que la crítica de la época hizo notar.[cita requerida] Fue, asimismo, un escritor satírico y polémico, mas también próximo al impresionismo y al subjetivismo,[cita requerida] interesado en la busca de nuevos caminos expresivos para la prosa gallega, algo que compartía con su íntimo amigo Francisco Álvarez de Nóvoa. Falleció en 1926 en la localidad zaragozana de Calatayud.

## Obra

### En gallego

#### Poesía
- Cantares premeados n-o certame d'Ourense, 1887. Accésit en el Certamen Literario.
- O fillo d'os tronos. Bodas de morte, 1888.[3]
- A vendima. Costumes vellas, 1895.

#### Narrativa
- Prediución, 1887, novela breve. Accésit en el certamen de Betanzos. Publicado después por entregas en O Tio Marcos d'a Portela, 1889.[4]
- Contos, leendas e tradiciós, 1891, imp. El Eco de Orense. Publicados antes en O Tio Marcos d'a Portela, 1886-1888.[4]
- Contos da terriña, 1895, A. Martínez ed., Biblioteca Gallega.[5][6]

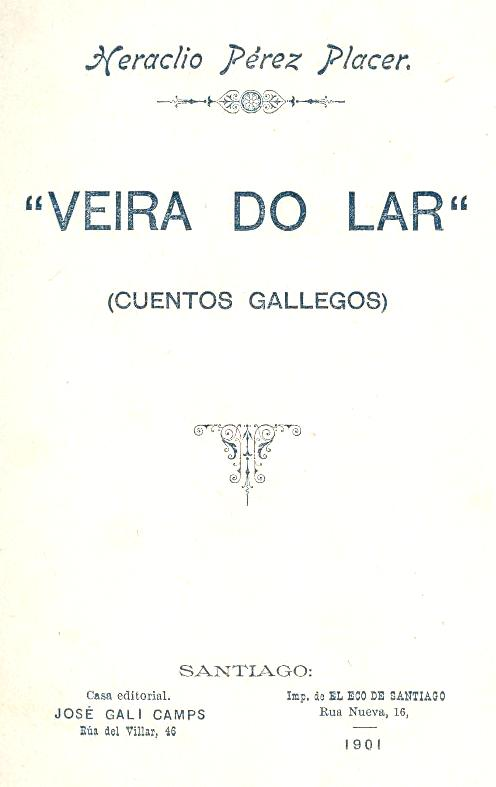
Veira do Lar, cuentos gallegos.

- Veira do lar, cuentos gallegos, 1901, que incluye 10 relatos inéditos y 13 ya incluidos en los 2 volúmenes anteriores. En la fecha de la primera página figura 1901, aunque en la dedicatoria, titulada "A un predilecto amigo", aparece Hermida de Santa Marina, 23 de febrero de 1902-12 de mayo [sic] de 1902. El estudioso Modesto Hermida indica en Narrativa galega: Tempo de Rexurdimento (Edicións Xerais de Galicia, 1995, p.129) que la obra no salió por diversas dificultades hasta el año 1903.

### En castellano

#### Poesía
- Guindillas, 1894.
- Oqueruelas, 1904.

#### Narrativa
- Belial, 1900.
- Verde y rosa, cuentos cortos, 1903.
- Narraciones compostelanas, 1904.
- Diálogos femeniles, 1913.

#### Teatro
- Irrepresentable, 1894
- Lo inmoral de la moral. Espíritu y carne, 1907.

#### Zarzuela
- Morir amando: zarzuela en dos actos y seis cuadros, 1890.